# Namco
Намко Лімітед (Namco, Nakamura Amusement Machine Manufacturing Company) — японська компанія, заснована 1 червня 1955 року Масаю Накамурою. Відома завдяки грі Pac-Man. Входить до холдингу Bandai Namco Holdings.

## Ігри
- Galaxian — 1979
- Pac-Man — 1980
- King & Baloon — 1980
- Rally-X — 1980
- New Rally-X — 1981
- Galaga — 1981
- Dig Dug — 1982
- DragonBuster — 1982
- Dig Dug 2 — 1985
- Battle City  — 1985
- Rolling Thunder — 1986
- Soul Calibur — 1995
- Naruto: Ultimate Ninja Heroes — 2005
- Namco Museum Battle Collection — 2005
- Dig Dug: Arrangement — 2005
- Pac-Man: Arrangement — 2005
- Rally-X: Arrangement — 2005
- Galaga: Arrangement — 2005
- Soul Calibur: Broken Destiny — 2009
- Tekken Revolution — 2013